# Geobotanică
Geobotanica (sau fitogeografia) este știința care se ocupă cu studierea distribuției teritoriale a plantelor și cu explicarea zonalității și etajării vegetației.